# Talavera
Pour les articles homonymes, voir Talavera (homonymie).
Talavera est une municipalité de la province espagnole de Lérida, dans le nord du comté catalan de Segarra.

## Histoire
Le général mawali Amrus ibn Yusuf fut au début du IXe siècle nommé wali de Talavera par l'émir de Cordoue.